# Мозес (царь бизалтов)
Мозес — царь фракийского племени бизалтов, известный только по монетам.
О царе фракийского племени бизалтов Мозесе известно лишь из обнаруженного с его именем нумизматического материала, датируемого концом VI — началом V веков до н. э. По замечанию Т. Д. Златковской, его имя связано с названием мезов. На аверсе монет Мозеса изображён стоящий позади взнузданной лошади обнажённый мужчина в широкополой шляпе. На реверсе — квадратиум инкузум, разделённый на четыре квадрата. Как отметила Златковская, «монеты с надписью ΜΟΣΣΕΩ или ΜΩΣΣΕΟ на реверсе полностью совпадают по аверсному типу и близки по весу к монетам, выпускавшимся от имени бизалтов». По замечанию советской исследовательницы, и те и другие вводились в обращение в одно время — очевидно, что не было разницы, от имени племени или правителя их выпускать. Эта особенность ранней монетной чеканки у южных фракийцев является уникальной в истории. Видимо, в этот переходный период развития общества власть народа не противопоставлялась власти царя, мало отличавшегося от племенного вождя. Аналогично, возможно, распределялись и иные функции управления.